# 消化器学
消化器学（しょうかきがく、英: gastroenterology）は、内科学の一分野で、消化器（digestive）全般を取り扱う分野となっている。語源である[胃腸学(Gastroenterology)を元として、食道、胃、十二指腸、小腸、大腸等から、肝臓、胆嚢、膵臓などの「肝臓学」（Hepatology）まで消化器全般を含む。
外科学分野では消化器外科学が携わる。診療科としては消化器内科と消化器外科が共に消化器センターを設置している施設もある。

## 歴史
古代エジプトのパピルスには、ファラオの胃腸疾患に関する記述がなされている。古代ギリシャではヒポクラテスやガレノス等によって胃・腸に関して研究されている。

## 疾患

### 食道
胃食道逆流症（逆流性食道炎・バレット食道）、食道癌、アカラシア、食道静脈瘤、食道カンジダ、放射線食道炎、マロリー・ワイス症候群。

### 胃・十二指腸
胃炎、慢性胃炎、胃腸炎、胃下垂、胃アトニ―、消化性潰瘍（胃潰瘍・十二指腸潰瘍）、胃静脈瘤、胃癌、悪性リンパ腫、消化管間質腫瘍(GIST)、胃前庭部血管拡張症(GAVE)、アニサキス症、機能性胃腸症（機能性ディスペプシア)。

### 小腸
カルチノイド、腸結核、上腸間膜動脈閉塞症。

### 大腸
大腸ポリープ、大腸癌、大腸炎、直腸炎、過敏性腸症候群（IBS）、潰瘍性大腸炎(UC)、クローン病(CD)(UCとCDをあわせて炎症性腸疾患inflammatory bowel disease; IBD という)、家族性大腸腺腫症、大腸炎、大腸憩室症、悪性黒色腫、ヒルシュスプルング病、腸重積、腸閉塞、虫垂炎、鼠径ヘルニア。

### 肝臓
黄疸、肝炎、肝硬変、門脈圧亢進症、肝細胞癌、ヘモクロマトーシス、ウィルソン病、NASH、脂肪肝、バンチ症候群、バッド・キアリ症候群、原発性胆汁性胆管炎、自己免疫性肝炎、アルコール性肝障害。

### 胆嚢・胆管
胆石症、胆管細胞癌、胆嚢炎、胆管炎、原発性硬化性胆管炎。

### 膵臓
膵炎、膵臓癌。

## 検査
消化器学領域で行われる検査は以下の通り。

### 内視鏡
内視鏡検査は、一般に消化器学領域において最も一般的な検査として広く行われている。
- 上部消化管内視鏡
- 大腸内視鏡
- 小腸内視鏡
- カプセル内視鏡

### 超音波検査
腹部超音波検査は内臓器の評価として簡便に行うことが出来、病院・診療所において広く行われている検査。
消化管を除く臓器を主として検査する。（例外として腸重積やイレウスといった一部の消化管疾患を検出できることもある。）

### X線造影
- 胃・小腸・大腸の消化管造影検査ではバリウム・ガストログラフィン等の造影剤を用いて消化管の形態を検査する。

日本では胃がん検診で胃透視が現在でも多く行われている。
- 内視鏡を用いるか、あるいは経皮穿刺による膵管造影(ERCP)・胆管造影(ERBD, PTCD)も行われる。

### 血管造影
消化管
虚血性大腸炎、上腸間膜動脈血栓症などの検査。難治性出血では塞栓術も行われることがある。
肝臓
肝臓癌では、腫瘍の造影・撮影に引き続き経カテーテル動脈塞栓術(TAE)や腫瘍栄養動脈内への抗癌剤投与(TACE)が行われることがある。
膵臓
膵臓癌では、腫瘍栄養血管が正常組織よりも少なく造影される。

### CT
消化管を除く消化器（肝臓・胆のう・膵臓）では、しばしば施行される。近年ではCTによる仮想内視鏡も普及しつつある。
悪性腫瘍を疑う場合には基本的に造影CTを行う。特に肝臓癌では早期相・遅延相と各時相での撮影を行う。
以前は三次元再構成ができず、平面的にしか画像診断ができなかった。現在ではコンピュータの性能が良くなった事により、再構成により任意の断面像を合成したり、3D画像を合成したりすることもできるようになっている。

### MRI
CT同様、消化管を除く消化器ではしばしば施行される。
肝臓癌ではGd-EOB-DTPA-MRIによる造影MRIが現在主流となりつつある。
膵管X線、胆管造影画像診断の代わりに、MRCPが検査に用いられることもある。

## 治療
消化器内科
- 内服薬: ヒスタミンH2受容体拮抗薬（H2ブロッカー、プロトンポンプ阻害薬（PPI）、ウルソ、フオイパン)
- 内視鏡的治療(薬剤散布、薬剤注入、クリッピング)

消化器外科
- 開腹手術
- 腹腔鏡手術
- NOTES